# Eparchie novorossijská
Eparchie novorossijská je eparchie ruské pravoslavné církve nacházející se v Rusku.

## Území a titul biskupa
Zahrnuje správní hranice území městského okruhu Anapa, Gelendžik a Novorossijsk, také Krymského, Slavjanského a Těmrjukského rajónu Krasnodarského kraje.
Eparchiálnímu biskupovi náleží titul biskup novorossijský a gelendžikský.

## Historie
Na Stavropolském koncilu ve 19. až 24. května 1919, který byl svolán Dočasnou vyšší církevní správou na jihovýchodě Ruska, bylo přijato rozhodnutí oddělit od suchimjské eparchie nezávislou černomořskou a novorossijskou eparchii. Území eparchie se zřejmě shodovalo s územím Černomořské gubernie se centrem v Novorossijsku. Biskup Sergij (Petrov) se stal prvním eparchiálním biskupem. Během Ruské občanské války neexistoval způsob organizovat novou eparchii.
Dne 1. srpna 1955 byl Svatým synodem zřízen novorossijský vikariát krasnodarské eparchie, který zanikl následující rok.
Dne 12. března 2013 byla rozhodnutím Svatého synodu zřízena novorossijská eparchie a to oddělením území z jekatěrinodarské eparchie. Stala se součástí nově vzniklé kubáňské metropole.
Eparchiálním biskupem se stal igumen Feognost (Dmitrijev).

## Seznam biskupů

### Černomořská a Novorossijská eparchie
- 1919–1920 Sergij (Petrov)
- 1920–1920 Nikodim (Krotkov), dočasný administrátor, svatořečený mučedník
- 1921–1925 Sergij (Lavrov)

### Novorossijský vikariát
- 1955–1956 Sergij (Kostin)

### Novorossijská eparchie
- 2013–2024 Feognost (Dmitrijev)
  - 2024–2024 Vasilij (Kulakov) dočasný správce
- 2024–2024 Kallistrat (Romaněnko)
- od 2024 Sergij (Zjaťkov)